# Вологодский техникум железнодорожного транспорта
Вологодский техникум железнодорожного транспорта — филиал ФГБОУ ВО «Петербургский государственный университет путей сообщения Императора Александра I» ведёт подготовку специалистов для работы во всех отраслях железнодорожного транспорта.
Техникум является одним из старейших учебных заведений Вологды. Ежегодный выпуск дневной и заочной форм обучения — 1200 человек. За все годы своей работы ВТЖТ выпустил почти 35 000 специалистов-железнодорожников. С 2001 года в техникуме повторно открыт для посещения музей.

## История
1 июля 1902 года на основании приказа Министерства путей сообщения от 22.05.1902 № 75 открыто техническое железнодорожное училище в Вологде при Московско-Ярославско-Архангельской железной дороге. В училище принимали детей железнодорожников и зажиточных мещан. 1 сентября к обучению приступил 31 учащийся. В 1905 году в трёх классах обучалось 77 учащихся. Первый выпуск состоялся 13 октября 1907 года. Начальник училища — действительный статский советник А. И. Крылов. В течение первых четырёх лет училище размещалось в частном доме, а в 1906 году на отведенном Вологодской Думой земельном участке построен двухэтажный кирпичный учебный корпус.

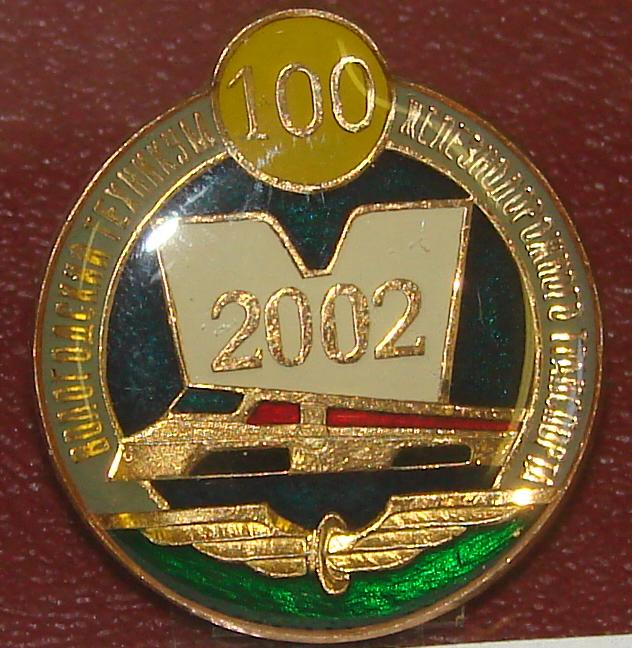
Памятный знак в честь 100-летия ВТЖТ

Обучение представляло собой трёхгодичный курс теоретической учебы и два года обязательной практики. Преподавались следующие предметы:
- закон божий
- арифметика
- алгебра
- геометрия и землемерие
- физика
- механика (общая и паровая)
- начала строительного искусства
- практика железнодорожного дела
- счетоводство
- практическая телеграфия
- обработка металла и дерева
- черчение (начальное, техническое, строительное, частей паровоза)
- чистописание
- мастерство столярное
- мастерство слесарно-сборочное и кузнечное

Занятия проводились с 8 до 12 часов и с 14 до 18 часов. Выпускники получали звание техника. За период с 1907 по 1917 годы училище подготовило 273 специалиста.
В 1923 году училище переименовано в техникум железнодорожного транспорта с 4-х летним срокам обучения. В 1924 году техникум был реорганизован в профшколу МПС РСФСР. В 1930 году открылся второй техникум — путейско-строительский, а в 1936 году после объединения, стал называться техникум МПС. Обучение велось по специальностям: «теплотехническая», «путейская», «строительная» и «паровозная».
Во время Великой Отечественной войны подготовка кадров для железнодорожного транспорта не прекращалась. Первая группа студентов (56 человек) ушла на фронт в 1941 году. Многие студенты работали в Свердловске на строительстве оборонительных сооружений военной промышленности. В 1942—1943 годах на войну уходили не только выпускники, но и преподаватели. В главном корпусе техникума был развернут эвакогоспиталь 11/65, а занятия проводились в общежитии.
С 1945 по 1956 год техникум осуществлял подготовку по специальностям: «Паровозное хозяйство» и «Путевое хозяйство». С 1947 по 1950 год на базе Вологодского техникума МПС работала трехгодичная школа машинистов паровозов. С 1949 года по всем специальностям дневного обучения ведется подготовка специалистов без отрыва от производства (заочное отделение). В 1959 году закончилось строительство лабораторного корпуса. С 1956 года открыта подготовка по специальности «Электроснабжение», с 1961 года — «Вагонное хозяйство». В 1991 году открыто обучение по специальности «Вычислительная техника». В 1998 году — «Строительные, дорожные машины».
В 2008 году техникум вошел в 100 лучших ССУЗов России, а в 2009 включён в Национальный реестр «Ведущие образовательные учреждения».
В 2009 году на основании распоряжения Правительства РФ от 07.04.2007 № 417-р, федеральное государственное образовательное учреждение среднего профессионального образования Вологодский техникум железнодорожного транспорта реорганизован в Вологодский техникум железнодорожного транспорта — филиал федерального государственного образовательного учреждения высшего профессионального образования «Петербургский государственный университет путей сообщения».

## Специальности
По состоянию на 2013 год обучение ведётся по следующим специальностям:
- 140409 Электроснабжение (по отраслям)
- 190623 Техническая эксплуатация подвижного состава железных дорог
- 190629 Техническая эксплуатация подъемно-транспортных, строительных, дорожных машин и оборудования (по отраслям)
- 230113 Компьютерные системы и комплексы
- 270835 Строительство железных дорог, путь и путевое хозяйство

## Учебная база
Учебно-материальная база техникума:

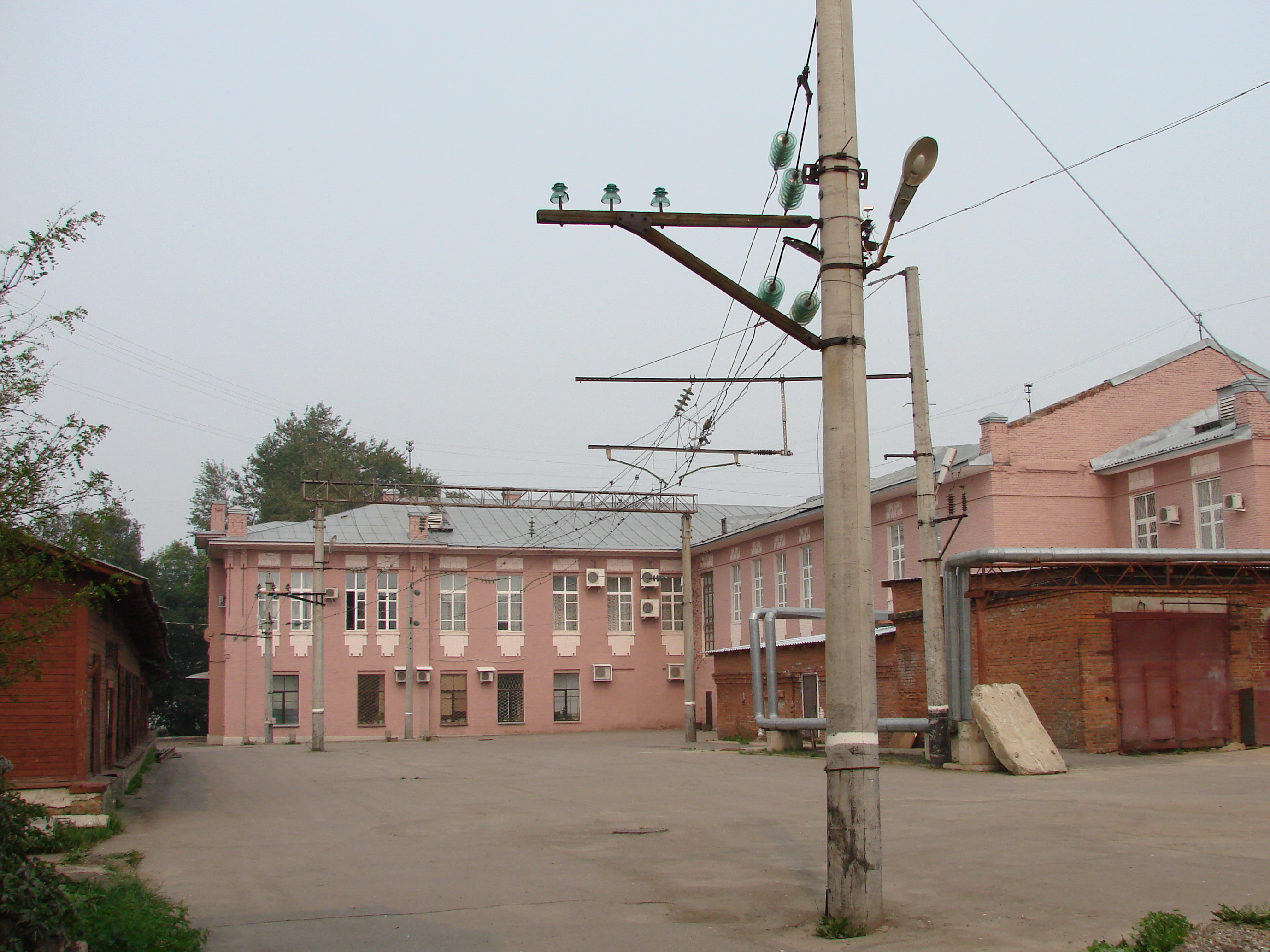
Полигон технического обслуживания и ремонта контактной сети

- 3 учебных корпуса (73 кабинета и лабораторных класса)
- 1 общежитие
- 2 компьютерных класса
- 3 полигона:
  - Технического обслуживания и ремонта подвижного состава, путевых и строительных машин
  - Технического обслуживания и ремонта устройств электроснабжения
  - Технического обслуживания и ремонта железнодорожного пути
- библиотека
- спортивный и тренажёрный залы
- лыжная база
- 2 столовые
- гараж

## Известные выпускники
- Крепкина, Вера Самойловна — олимпийская чемпионка 1960 года в прыжках в длину.
- Уханов, Алексей Александрович — машинист электровоза, Герой Социалистического Труда (1974 год)
- Завитухин, Андрей Анатольевич — вертолётчик, Герой Российской Федерации (2000 год).

## Начальники и директора
| № п/п | Фамилия Имя Отчество            | Годы работы |
| ----- | ------------------------------- | ----------- |
| 1     | Крылов Анатолий Иванович        | 1902—1916   |

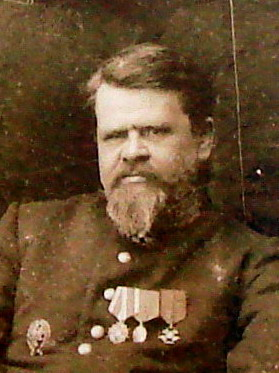
А.Н. Крылов

| 2     | Куренин Василий Алексеевич      | 1916—1931   |
| 3—4   | Петухов Сергей Николаевич       | 1931—1937   |
| 3—4   | Ногинов Александр Лаврентьевич  | 1931—1937   |
| 5     | Машинистов Александр Иванович   | 1937—1942   |
| 6     | Железков Алексей Николаевич     | 1942—1944   |
| 7     | Серёгин Александр Александрович | 1944—1947   |
| 8     | Строненко Евгений Фёдорович     | 1947—1955   |
| 9     | Денисов Борис Павлович          | 1955—1978   |
| 10    | Бочкарёв Олег Михайлович        | 1978—1985   |
| 11    | Нерадовский Сергей Николаевич   | 1985—1987   |
| 12    | Черняткин Василий Александрович | 1987—2001   |
| 13    | Шиловский Василий Петрович      | 2001—2021   |

## Музей
В 2001 году было принято решение восстановить утраченный в 90-е годы XX века музей и приурочить его повторное открытие к празднованиям в честь 100-летия со дня основания ВТЖТ. В короткие сроки было выделено и отремонтировано помещение площадью 50 м². Дизайн-проект музея был разработан членом Союза художников России заслуженным художником Российской Федерации Олегом Васильевичем Пахомовым. 

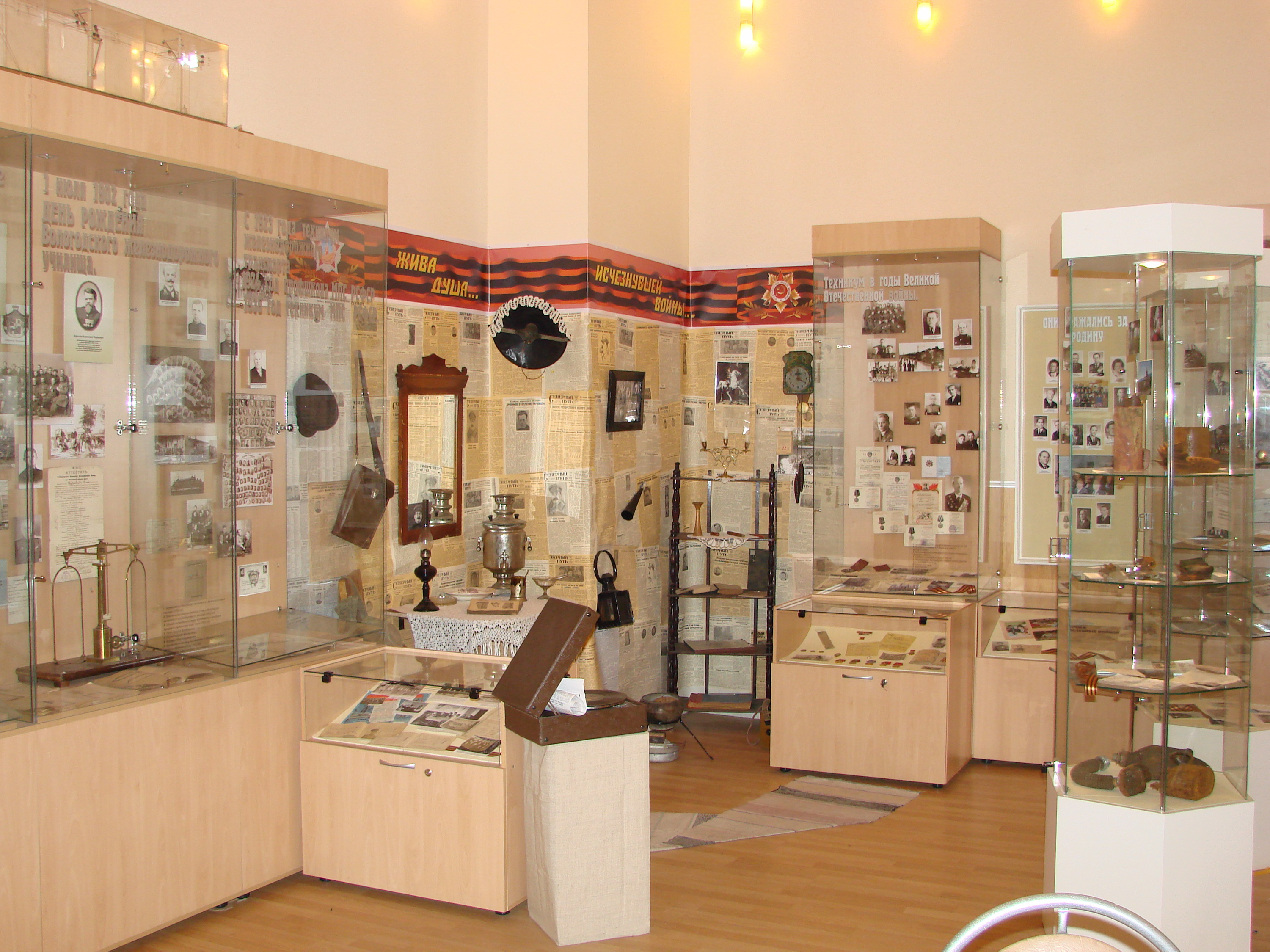
Музейная экспозиция «Мы памятью живы…»

Музейная экспозиция состоит из четырёх частей: 
- исторической
- мемориальной
- спортивной
- современной

В исторической части рассказывается о создании и первых годах работы техникума. Мемориальная часть посвящена работе техникума в годы Великой Отечественной войны и выпускникам техникума, погибшим в современных военных конфликтах. Спортивные достижения учащихся техникума представлены в виде множества наград и кубков, завоёванных на различных ведомственных, региональных и всероссийских соревнованиях. Заключительный раздел музея знакомит посетителей с выпускниками техникума достигшими больших профессиональных успехов.
Экспозиция насчитывает более 250 предметов железнодорожной тематики (фотографии, документы, награды, модели железнодорожной техники) и постоянно расширяется усилиями работников музея. Значительная часть экспонатов передана музею выпускниками техникума.
С 2001 года руководит музеем Тамара Николаевна Козлова.
В 2010 году экспозиция музея ВТЖТ «Мы памятью живы…» награждена Дипломом первой степени смотра-конкурса на лучшее оформление музейной экспозиции, посвященной 65-летию Победы, организованной ярославским филиалом ГОУ «Учебно-методический центр по образованию на железнодорожном транспорте».